# جانالین کاستلینو
جانالین کاستلینو (به انگلیسی: Janalynn Castelino؛ زادهٔ ۱۸ اکتبر ۱۹۹۸) خواننده، ترانه‌سرا، بازیگر و پزشک است. او به چندین زبان از جمله انگلیسی، هندی، اسپانیایی، اردو و غیره آواز می‌خواند. او از سال ۲۰۱۷ در صنعت موسیقی فعال است. دلیل شهرت او صدای ویروسی اش است که در سال ۲۰۱۸ پس از کشف او در یوتیوب محبوب شد.
جانالین اصالتاً ایتالیایی و هندی دارد و ریشه سیسیلی و برهمینی دارد.
اجرای او از Binte Dil (تصنیف عاشقانه) بیش از ۲۰ میلیون بار در یوتیوب دیده شده‌است. او برای موسیقی پاپ، آر اند بی و سول شناخته شده‌است. از نظر تحصیلی هم پزشک است.